# Cheile Turzii
Les Gorges de Turda (en roumain Cheile Turzii, en hongrois Tordai hasadék) sont une réserve naturelle située dans les Carpates occidentales roumaines, sur la rivière Hășdate (en), à 6 km à l'ouest de Turda, en Transylvanie, Roumanie. 

## Géographie, géologie
Le canyon, formé par l'érosion des calcaires de jurassique des monts Apucènes, a 2 900 mètres en longueur alors que ses parois peuvent atteindre les 300 mètres en hauteur. La surface totale du canyon est de 324 ha. Les gorges de Turda sont l'une des formations karstiques les plus riches et les plus spectaculaires du pays, avec plus de 60 grottes connues, presque toutes de petite taille (la plus longue ayant 120 m).

## Histoire
Le site a été habité depuis le néolithique.

## Flore
On trouve dans cet écosystème plus de 1 000 espèces végétales (dont quelques espèces rares ou en danger, comme l'ail des ours). 

## Faune
Au moins 67 espèces d'animaux, dont des oiseaux, des poissons, des amphibiens et quelques mammifères (cervidés, ours, loups, renards, blaireaux, hermines, putois, martes, fouines, sangliers y ont été identifiées. Parmi les oiseaux, plusieurs espèces d'aigles nichent dans les gorges.

## Autres curiosités
Les gorges de Turda se trouvent à quelques kilomètres de deux autres canyons (plus sauvages mais moins impressionnants : Cheile Turului et Cheile Borzești) ainsi qu'à moins de deux kilomètres des chutes du Ciucaș. 
Avec ses plus de 250 voies très variées (de 1 à 9), Les gorges de Turda sont l'un des principaux sites d'escalade de Roumanie.

## Galerie

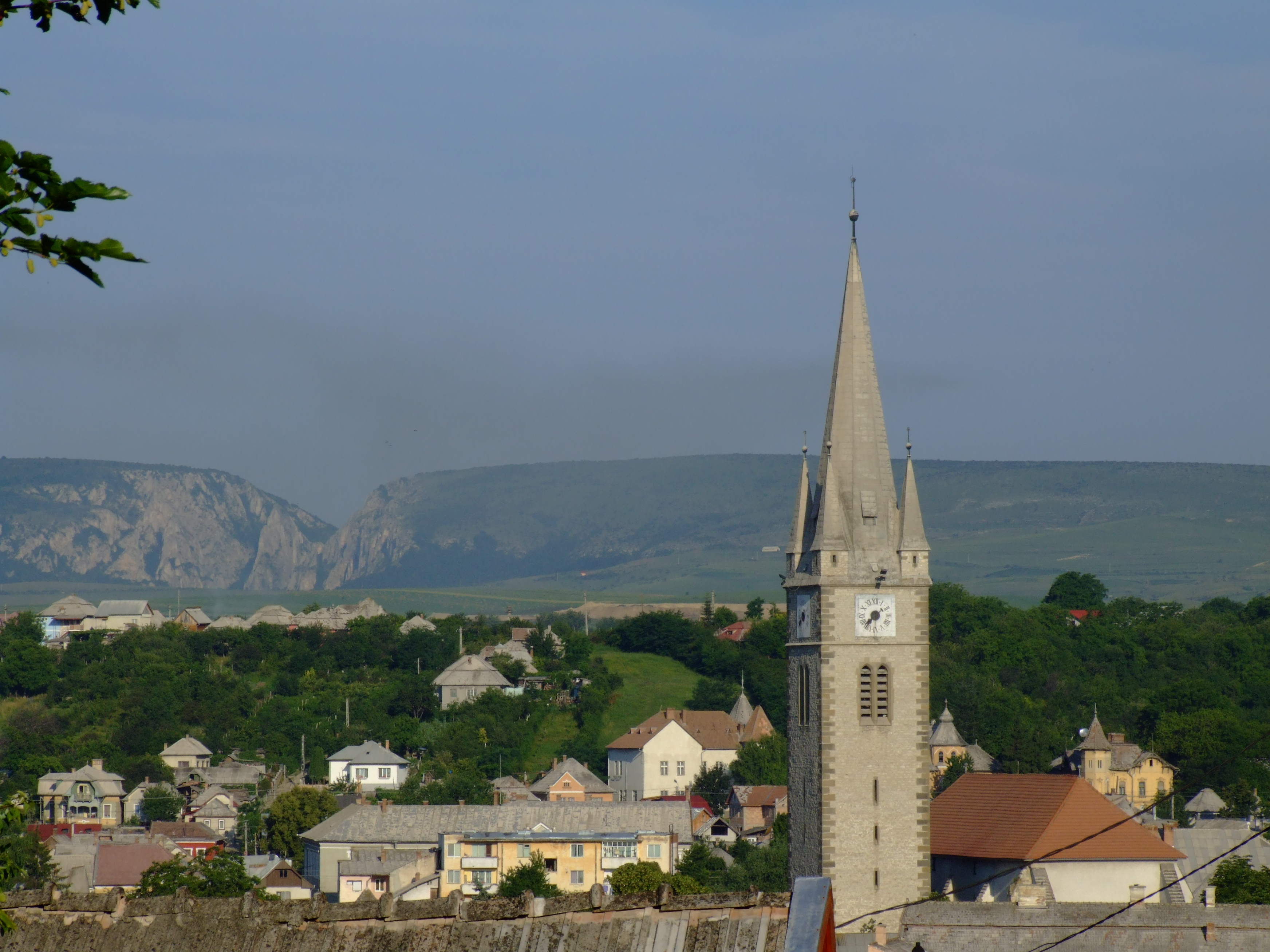
Gorges de Turda vues de Turda
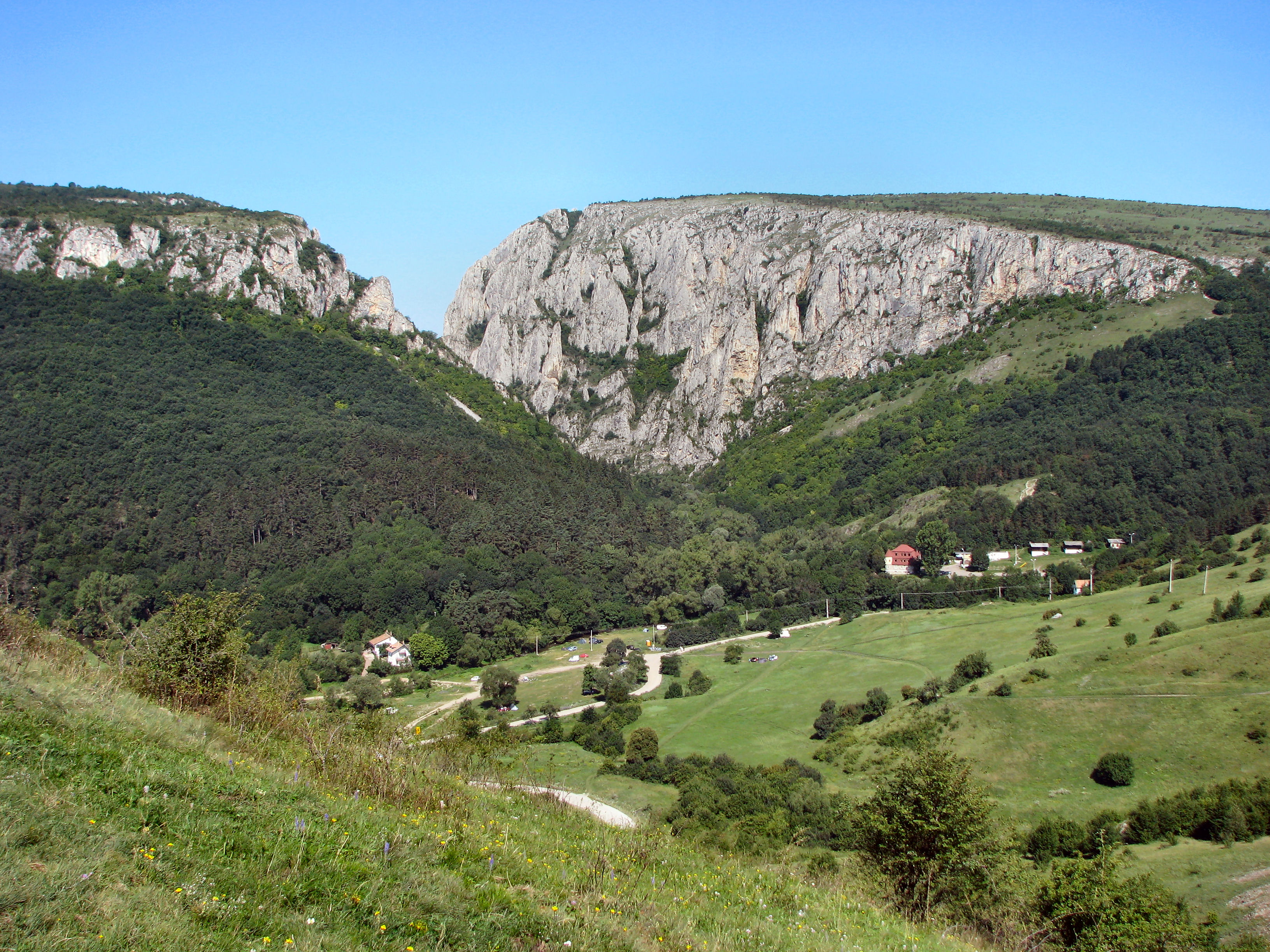
Gorges de Turda vues de l'est
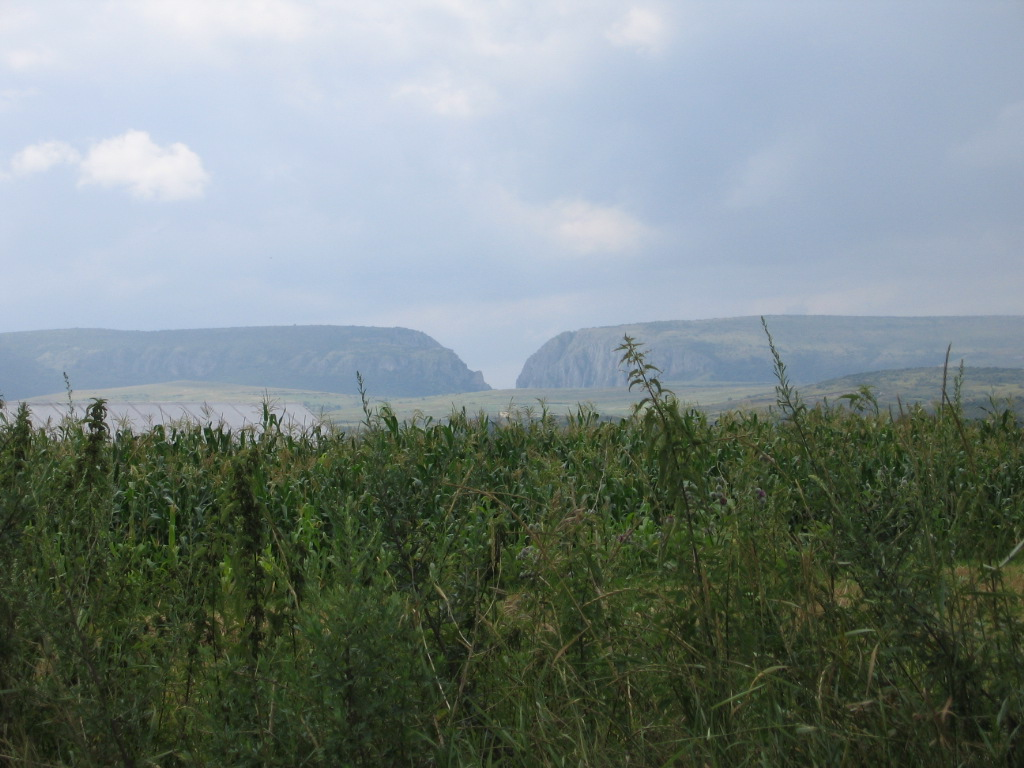
Gorges de Turda vues de l'ouest
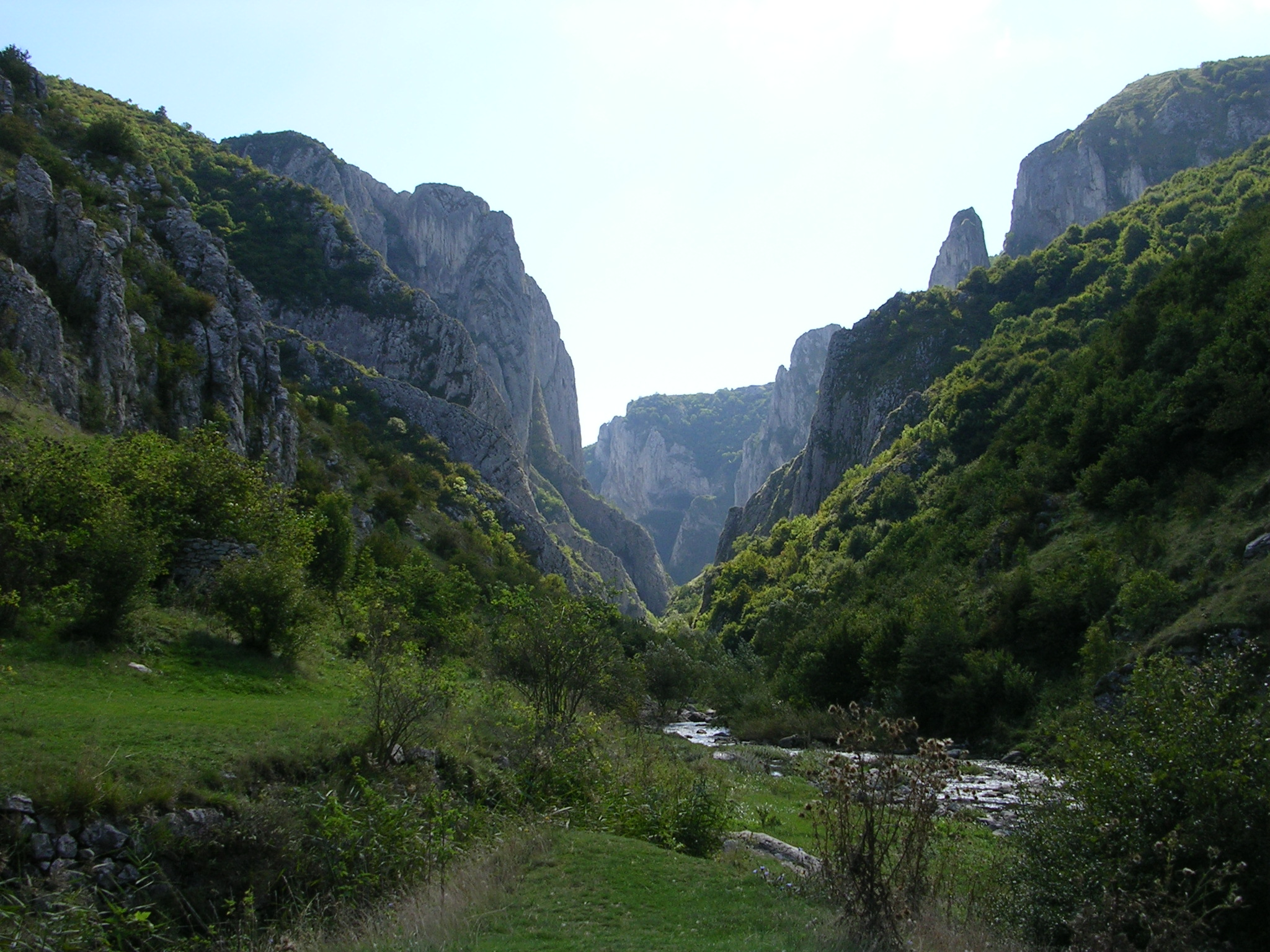
Gorges de Turda au matin
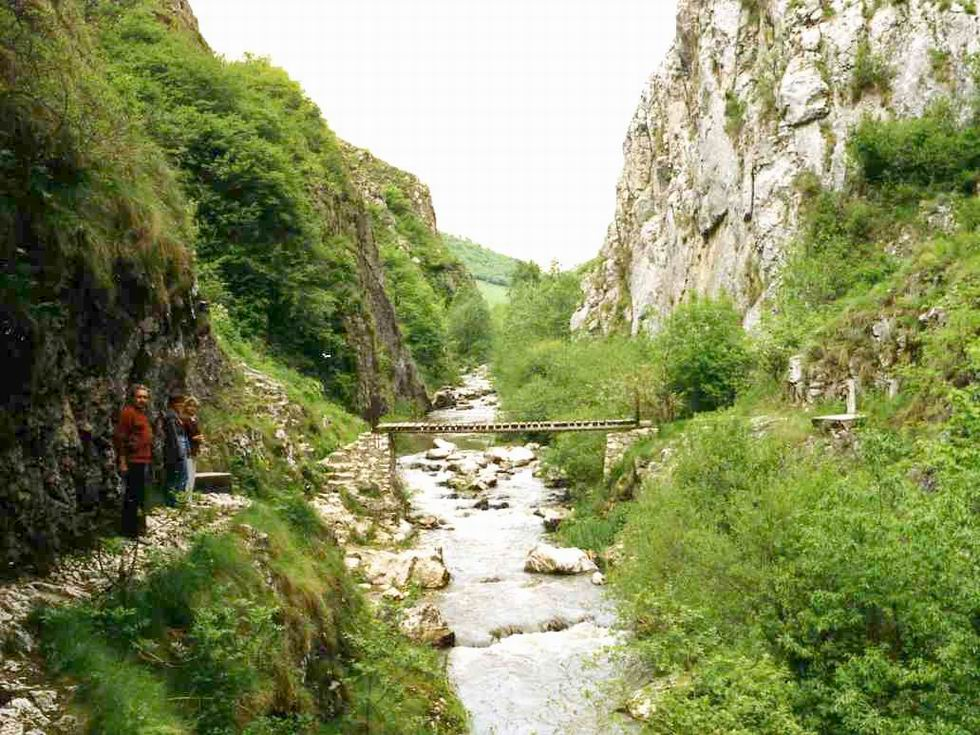
Gorges de Turda à midi
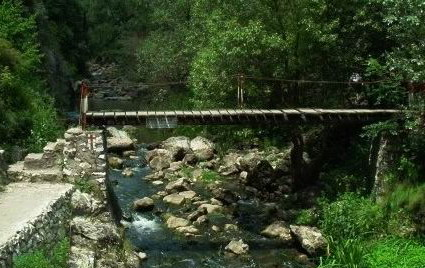
L'un des ponts des Gorges de Turda
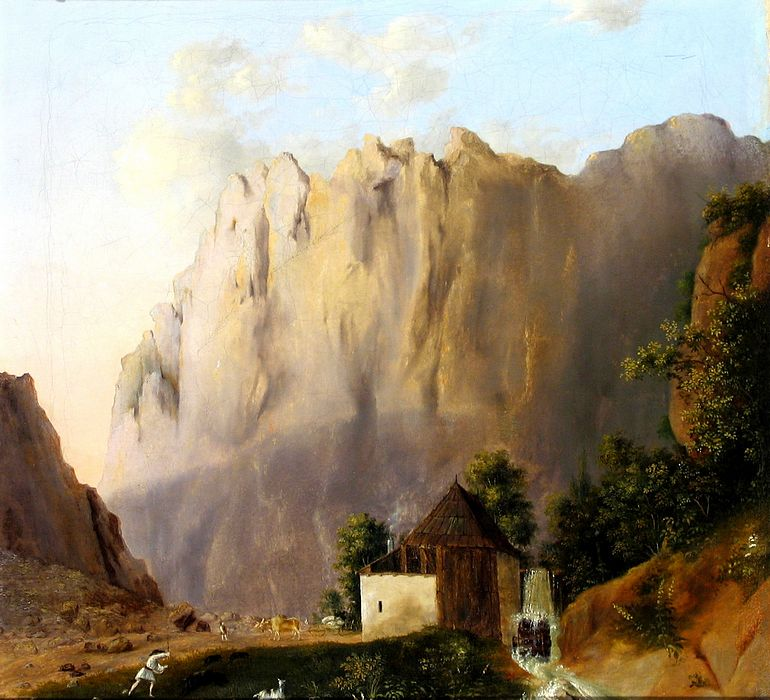
Peinture de Henric Trenk

## Note
1. 1 2  Violeta Nicula, p. 64